# Rauer Knöll
Der Raue Knöll ist ein 2278 m ü. A. hoher Berg in der Rauer-Knöll-Verzweigung im Karwendel, die nach dieser Erhebung benannt ist. Dieser Berg ist zugleich der höchste der südöstlichsten Seitengruppe des Karwendels in Tirol.
Der Berg liegt zwischen dem Stallental im Süden und Südosten und dem Falzthurntal im Norden. Nordöstlich des Rauen Knölls liegt der Lunstkopf (2143 m ü. A.), von dem der Raue Knöll durch den Lunstsattel getrennt ist. Südwestlich ist, getrennt durch die Schneiderkarscharte, dem Rauen Knöll das Schafjöchl (2157 m ü. A.) vorgelagert. 
Die Besteigung des Rauen Knölls ist auf keiner Seite ganz leicht und erfordert über die Westflanke Kletterei im II. Grad der UIAA-Skala, über den Nordostgrat vom Lunstsattel bzw. von der südwestlich gelegenen Lamsenjochhütte den III. Grad.